# 編笠山
編笠山（あみがさやま）は、八ヶ岳連峰の最南端に位置する標高2,524mの山。1964年（昭和39年）6月1日に八ヶ岳中信高原国定公園に指定され、山梨百名山に選定されている。

## 概要
編笠を伏せたなだらかな山容が山名の由来とされている。山頂は森林限界のハイマツ帯で、北斜面などに大きな岩塊がある。西山麓に武田信玄が開設した「棒道」が残る。権現岳に向かう登山道上には「ノロシバ」と呼ばれる小ピークがあり、16世紀後半に高坂弾正が狼煙台を置いた場所とされている。

## 登山

### 登山道
八ヶ岳の南部には八ヶ岳主峰として赤岳、権現岳、編笠山と南アルプスの眺望が楽しめる。この山々のルートは鎖場も多く勾配もあり気をつけて歩く場所でもある。
各方面からの登山道があり、八ヶ岳縦走時に登られる場合がある。山腹の東側に巻道がある。
- 小淵沢駅 - 観音平 - 編笠山
  - 小淵沢駅から徒歩で登る場合は標高差1,600mに及ぶ長大な登りとなる。中腹にある観音平駐車場までは県道が通じているので自家用車やタクシーで入ることができる。

ただし、この県道は冬期閉鎖になる。
- 信濃境駅 - 富士見高原スキー場 - 編笠山
- 編笠山から権現岳を経て赤岳方面へ縦走路が伸びている。

### 周辺の山小屋

青年小屋

- 青年小屋
- 権現小屋
- キレット小屋
- 赤岳頂上山荘

## 周辺の山

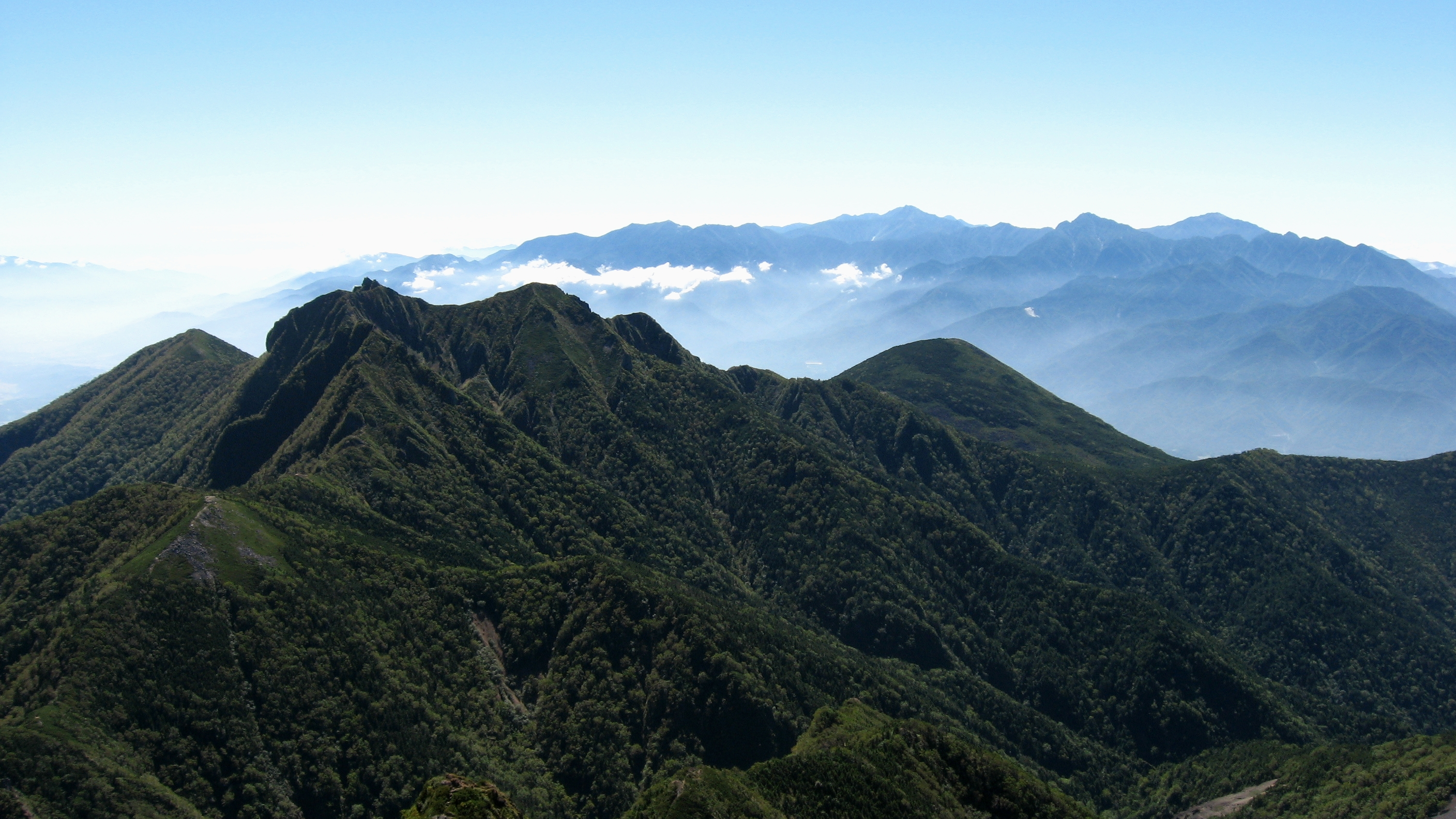
阿弥陀岳より権現岳（左）と編笠山（右）。奥は南アルプス。

八ヶ岳の最南部にあり、山頂からは南アルプスや八ヶ岳などの360度の展望が得られる。富士川支流の源流の山で、その水は太平洋へ流れる。
| 山容 | 名称       | 標高 (m) | 三角点 等級      | 編笠山との 距離(km) | 方角   | 備考       |
| ---- | ---------- | -------- | ---------------- | ------------------- | ------ | ---------- |
|      | 赤岳       | 2,899.17 | 一等             | 3.9                 | 北北東 | 日本百名山 |
|      | 権現岳     | 2,715    |                  | 1.6                 | 北東   |            |
|      | 西岳       | 2,398    |                  | 1.3                 | 北西   |            |
|      | 編笠山     | 2,523.72 | 二等             | 0                   |        |            |
|      | 甲斐駒ヶ岳 | 2,967    | 一等 (2,965.58m) | 22.6                | 南南西 | 日本百名山 |